# Fulgurodes baldwini
Fulgurodes baldwini är en fjärilsart som beskrevs av William Schaus 1929. Fulgurodes baldwini ingår i släktet Fulgurodes och familjen mätare. Inga underarter finns listade i Catalogue of Life.